# Sibylle Tafel
Sybille Tafel (Monaco di Baviera, 28 maggio 1966) è una regista e sceneggiatrice tedesca.

## Biografia
Studia nel periodo 1989-1996 presso l'Università di Cinema e Televisione di Monaco.
Lavora part-time dal 1992 al 1996 per film e pubblicità, come montatrice Avid. 
Dal 1996 lavora come regista e sceneggiatrice.

## Filmografia parziale

### Regista
- Falsche Liebe (1982)
- Marco Coming Home (1995)
- Ausflug in den Schnee (1996)
- Ein Mann fällt nicht vom Himmel (1998)
- Sperling und das große Ehrenwort (2000)
- Sind denn alle netten Männer schwul (2001)
- Kleine Lüge – Große Liebe (2001)
- Der Morgen nach dem Tod (2002)
- Liebe süß-sauer: Die Verlobte aus Shanghai (2004)
- Spezialauftrag: Kindermädchen (2005)
- Ein Familienschreck kommt selten allein (2006)
- 3 Engel auf der Chefetage (2006)
- Der Butler und die Prinzessin (2007)
- König Drosselbart (2008)
- Don Quichote (2008)
- Das Glück kommt unverhofft (2009)
- Ein Sommer in Long Island (2009)
- Die Gänsemagd (2009)